# Banca Lombard Odier & Co
Il Gruppo Lombard Odier è un gruppo bancario svizzero indipendente, fondato nel 1796. La sua sede centrale è a Ginevra. Le sue attività sono organizzate in tre divisioni: private banking (wealth management), gestione patrimoniale (principalmente gestione di fondi di investimento) e servizi di back e middle office per altri istituti finanziari (ad es. IT banking). Alla fine del 2023, la banca ha registrato saldi in essere gestiti attraverso queste tre divisioni per un totale di 296 miliardi di franchi svizzeri di patrimonio gestito, il che la rende di fatto uno dei principali operatori del settore finanziario svizzero. Il gruppo offre i propri servizi a una clientela privata e istituzionale.
Rappresenta la più antica banca privata di Ginevra, il gruppo nasce dalla fusione di Lombard, Odier & Cie con la banca Darier, Hentsch & Cie nel 2002; quest’ultima fondata nel 1796 da Henri Hentsch. L’azienda è stata dunque creata nel 2002 con la ragione sociale Lombard, Odier, Darier, Hentsch & Cie, semplificata nel 2010 in Gruppo Lombard Odier. L’azienda continua tuttavia a includere nel logo ufficiale i nomi di questi quattro partner precedenti.
Dal 2014 la banca detiene lo status di società a responsabilità limitata (SRL). Il Gruppo Lombard Odier è una holding legale ai sensi del diritto svizzero che, dal 2016, porta il nome di Lombard Odier Company SCmA. Questa holding possiede tutte le imprese del gruppo, in particolare la banca Lombard, Odier & Cie SA e Lombard Odier Asset Management (Europe) Limited di Londra, che costituisce la filiale di gestione patrimoniale del gruppo. Lombard Odier Investment Managers (LOIM) è il nome con cui il gruppo è noto nel settore internazionale della gestione patrimoniale.
Il gruppo Lombard Odier iniziò ad affermarsi a livello internazionale nel 1951, aprendo a poco a poco filiali negli Stati Uniti, in Europa e in Asia. Con la sua vasta rete di collaboratori, il gruppo è arrivato a contare circa 2720 dipendenti in tutto il mondo.

## Storia

### Le famiglie fondatrici
La famiglia Lombard (da Lombardi) arrivò a Ginevra nel 1573 da Tortorella, dove subiva persecuzioni religiose. I due figli di Theodoro Lombardi, César e Marc-Antoine Lombard, si occupavano di dressage e del commercio di cavalli. Ricevettero il titolo di deputati di Ginevra nel 1589 per il loro servizio nella lotta contro il duca di Savoia. Jean-Gédéon Lombard, discendente di César Lombard di sesta generazione, nel 1798 si associò alla banca Hentsch, Lombard & Cie, segnando l’ingresso della famiglia Lombard nel settore bancario ginevrino.
La famiglia Odier è documentata per la prima volta a Ginevra intorno al 1714, nello stesso periodo in cui Antoine Odier ricevette il titolo di deputato ginevrino. La famiglia proveniva da Pont-en-Royans (Delfinato), in Francia. I membri della famiglia ricoprirono ruoli di politici, medici, artisti, ingegneri e poi banchieri. Charles Odier diventò socio della banca Lombard, Bonna & Cie nel 1830, che quindi divenne Lombard, Odier & Cie.
La famiglia Darier arrivò a Ginevra nel 1738 dalla regione francese del Delfinato. Louis Darier morì accidentalmente poco dopo la nascita di suo figlio, Hugues Darier, che divenne una figura di spicco dell’orologeria e ottenne il titolo di deputato di Ginevra nel 1787. Jules Darier-Rey, nipote di Hugues, divenne socio della banca Chaponnière & Cie nel 1873. L’azienda nel 1875 divenne Darier, Chaponnière & Cie, successivamente Darier & Cie nel 1880. Un altro dei figli di Hugues Darier, Jean-Louis Darier (1766-1825), aveva contribuito in precedenza all’avvio della banca Ferrier, Lullin & Cie nel 1795, tuttavia questa organizzazione non ha alcun legame con l’attuale Lombard Odier.
La famiglia Hentsch arrivò a Ginevra intorno al 1758, mentre Benjamin-Gottlob Hentsch (un ecclesiastico) emigrò dalla Bassa Lusazia per diventare tutore in Svizzera. Suo figlio, Henri Hentsch (1761-1835), fondò la banca di famiglia nel 1796, il punto di partenza di quello che oggi è il Gruppo Lombard Odier.

### Le origini della banca: 1796-1800

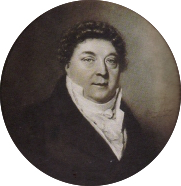
Henri Hentsch (1761-1835)

A partire dal 1789, gli affari e il commercio finanziario di Ginevra furono influenzati dalla Rivoluzione Francese. Nel 1793, Henri Hentsch fu arrestato dai rivoluzionari ginevrini e temporaneamente esiliato a Nyon, dove avviò un’attività di commercio della seta con un socio, Edmé Mémo.  Nonostante il contesto di difficoltà economica e l’aumento della disoccupazione, Henri Hentsch tornò a Ginevra per fondare la banca Henri Hentsch & Cie l’11 gennaio 1796, all’età di 25 anni. L’azienda, progettata come una casa di “Silk and Sales” (Seta e Vendite), inizialmente commerciava la seta in parallelo all’attività bancaria. All’epoca era piuttosto diffuso, tuttavia presto abbandonò il commercio per concentrarsi esclusivamente sul settore bancario. L’impresa consentiva ai commercianti di contrarre prestiti, negoziare debiti, saldare cambiali e, più in generale, permetteva di condurre il commercio di metalli preziosi e di effettuare operazioni di cambio. Ciò avvenne in un periodo in cui a Ginevra erano in circolazione diverse valute.
Il 26 aprile 1798, la Repubblica di Ginevra fu annessa alla Francia di Napoleone Bonaparte. Jean-Gédéon Lombard, cugino di Henri Hentsch, divenne poi membro del Consiglio esecutivo della Città di Ginevra. Inizialmente procuratore di Henri Hentsch, Jean-Gédéon divenne suo socio nell’ambito della banca il 19 giugno 1798. L’azienda prese poi il nome di Henri Hentsch & Lombard. Tuttavia, non molto tempo dopo, Henri Hentsch e Jean-Gédéon Lombard si trovarono in disaccordo sulla strategia da adottare per affrontare il clima di crisi economica locale; Jean-Gédéon Lombard voleva limitare i rischi concentrandosi sulle operazioni di cambio che generavano commissioni fisse, mentre Henri Hentsch, noto per la sua indole tenace e imprenditoriale, voleva invece spostarsi nel mercato internazionale, in particolare per il finanziamento di operazioni guidate dall’Impero francese. I due soci giunsero a una separazione consensuale il 22 settembre 1800; la banca tornò al suo precedente nome Henri Hentsch & Cie, mentre Jean Gédéon Lombard, assieme al cognato Jean-Jacques Lullin, creò la banca Lombard Lullin & Cie.

### Lombard, Odier & Cie

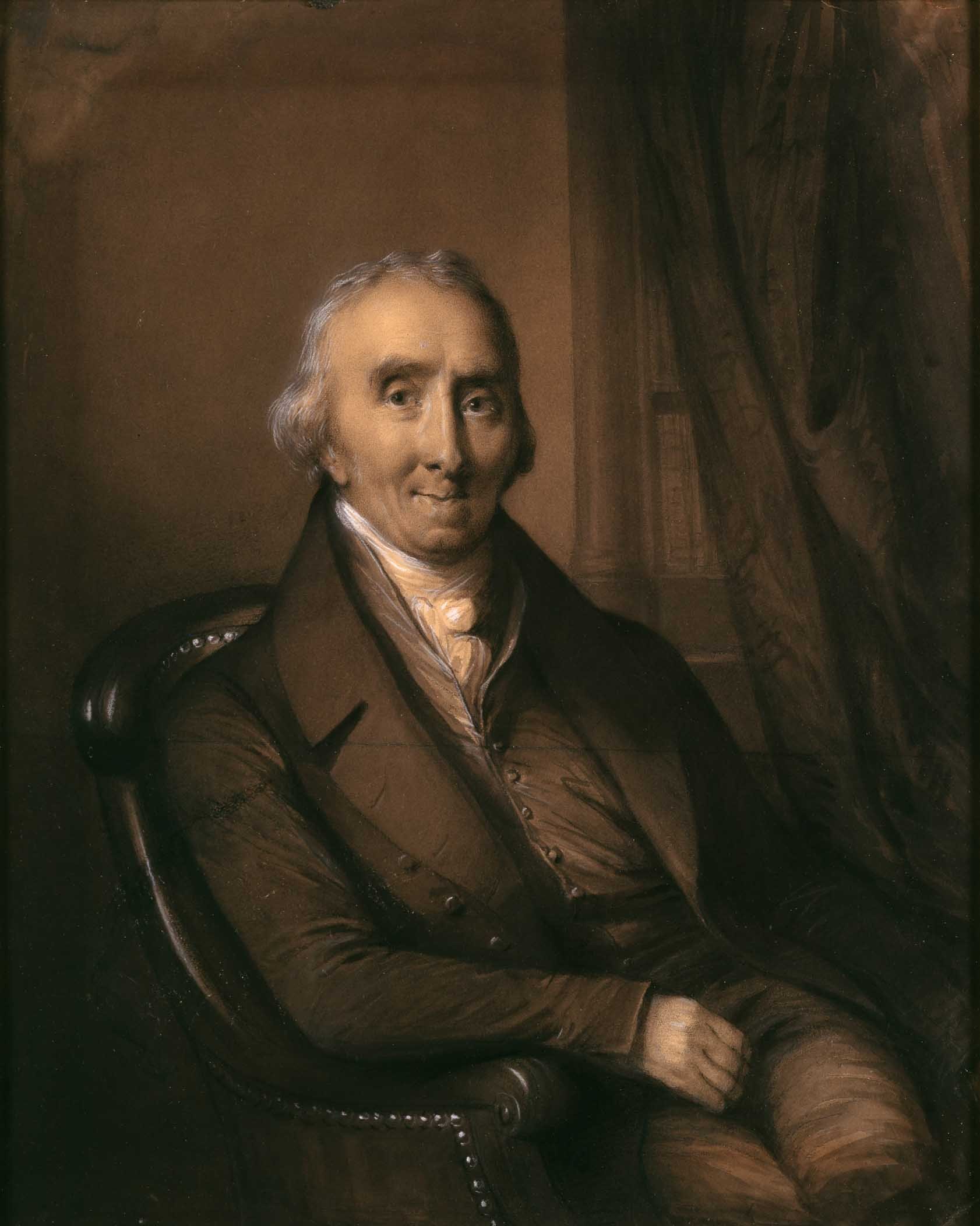
Jean-Gédéon Lombard (1763–1848)

Lombard, Lullin e Cie risentirono pesantemente del contesto economico durante i primi anni di attività della banca. A partire dal 1800, il fallimento dell’impresa Corsanges di Lione comportò una perdita di 30.000 franchi per Jean-Gédéon Lombard, causando il fallimento di Jean-Jacques Lullin. Ciononostante, l’azienda riuscì a restare in piedi. Jean-Jacques Lullin lasciò la banca il 31 dicembre 1815, ma restò socio accomandante fino alla sua morte, nel 1837. Pertanto, dal 1816, l’azienda prese il nome di Jean-Gédéon Lombard & Cie fino al 1º gennaio 1826, quando Jean-Gédéon Lombard strinse la partnership con Paul-Frédéric Bonna. La banca prese quindi il nome di Lombard, Bonna & Cie. Il 31 marzo 1830, Paul Frédéric Bonna lasciò l’azienda per fondare la propria banca, Bonna & Cie. La banca rimase attiva per quasi un secolo, prima di riscontrare difficoltà ed essere assorbita da Hentsch & Cie nel 1920.
Nel 1830, Jean-Gédéon Lombard (a 66 anni), cedette la banca al figlio maggiore Jean-Eloi Lombard. Il 1º aprile 1830 Charles Odier fu nominato direttore associato e da quel momento la banca divenne Lombard, Odier & Cie. Charles Odier, che all’epoca aveva 25 anni, aveva imparato la professione bancaria dallo studio Gabriel Odier & Cie, gestito dal cugino parigino, e disponeva di un patrimonio significativo grazie al successo della società F. Courant & Odier, da lui fondata nel 1825 a Le Havre per importare cotone dagli Stati Uniti. Jean-Eloi Lombard si dedicò agli affari locali, mentre Charles Odier si occupò di affari internazionali, grazie in particolare ai contatti che aveva mantenuto con gli Stati Uniti. Sotto la direzione di Jean-Eloi Lombard e Charles Odier, la banca finanziò grandi opere infrastrutturali che caratterizzarono la Rivoluzione industriale. Nel 1834, la Lombard, Odier & Cie cofinanziò i lavori di costruzione del Canal de Roanne a Digoin. Si trattò di un progetto non redditizio, nonostante il riuscito risultato finale. L’impresa iniziò poi a finanziare le ferrovie e, dal 1852 al 1872, Charles Odier prese le redini delle ferrovie della Svizzera occidentale in qualità di amministratore.
Nel 1834 Alexandre Lombard, terzo figlio di Jean-Gédéon Lombard (a 24 anni), diventò socio accomandatario della banca. Fu responsabile di guidare la Lombard, Odier & Cie verso il mercato americano, in un’epoca in cui la frontiera americana aveva bisogno di finanziamenti e costruzione di strutture, strade, ferrovie e canali. Questo approccio, ritenuto rischioso in quanto concomitante con la fine della crisi finanziaria americana del 1837, dieci anni dopo si rivelò una strategia vincente. Mentre il contesto politico ed economico in Europa si deteriorava in seguito alla rivoluzione del 1848, gli Stati Uniti registravano una forte espansione. Alexandre Lombard stabilì la priorità del finanziamento delle compagnie ferroviarie americane. La banca inviò ai propri clienti lettere contenenti quotazioni di azioni internazionali, in un periodo in cui queste erano di difficile accesso. Nel 1857, i soci della Lombard, Odier & Cie parteciparono alla creazione della Borsa di Ginevra.
Il 1º dicembre 1859 l’unico figlio di Charles Odier, James (o Jacques) Odier, divenne socio della banca. Ciò avvenne dopo il suo viaggio negli Stati Uniti del 1854 e il matrimonio con Blanche Lombard, figlia di Jean-Eloi, nel 1856. James Odier continuò a far sviluppare Lombard, Odier & Cie su suolo americano. Nel 1870 entrò a far parte del comitato esecutivo della filiale ginevrina di quella che sarebbe diventata la Banque de Paris et des Pays-Bas S.A. (Banca di Parigi e Paesi Bassi). Insieme a Jules Darier-Rey, nel 1872 fu inoltre cofondatore della compagnia di assicurazioni sulla vita ginevrina Genevoise Compagnie d’Assurance sur la Vie, che in seguito fu presieduta dal figlio Émile e poi dal nipote Edmond. Alexis Lombard, figlio di Jean-Eloi Lombard e cognato di James Odier, divenne socio nel 1866. Divenne membro fondatore della Camera di commercio di Ginevra nel 1872, creò la Banca ginevrina di prestiti e depositi nel 1881, e divenne membro del consiglio di amministrazione della Banca nazionale svizzera dopo la sua creazione nel 1907. Alexis Lombard e James Odier rimasero soci della banca per mezzo secolo, continuando a gestire l’azienda durante la prima guerra mondiale, mentre i loro discendenti Albert Lombard ed Émile Odier furono arruolati nell’esercito svizzero per difendere i confini del Paese. Per tutta la guerra, l’attività della banca fu instabile; tuttavia, grazie alla forza del franco svizzero e alla neutralità del Paese, che permise alle banche svizzere di agire come luoghi di rifugio in Europa, superò il periodo senza grosse avversità. Inoltre, la banca continuò a concentrarsi principalmente sugli investimenti negli Stati Uniti, che non erano direttamente interessati dal conflitto. All’inizio del XX secolo la Lombard, Odier & Cie aveva solo 16 dipendenti e tre impiegati, sebbene fosse una delle maggiori banche private di Ginevra.

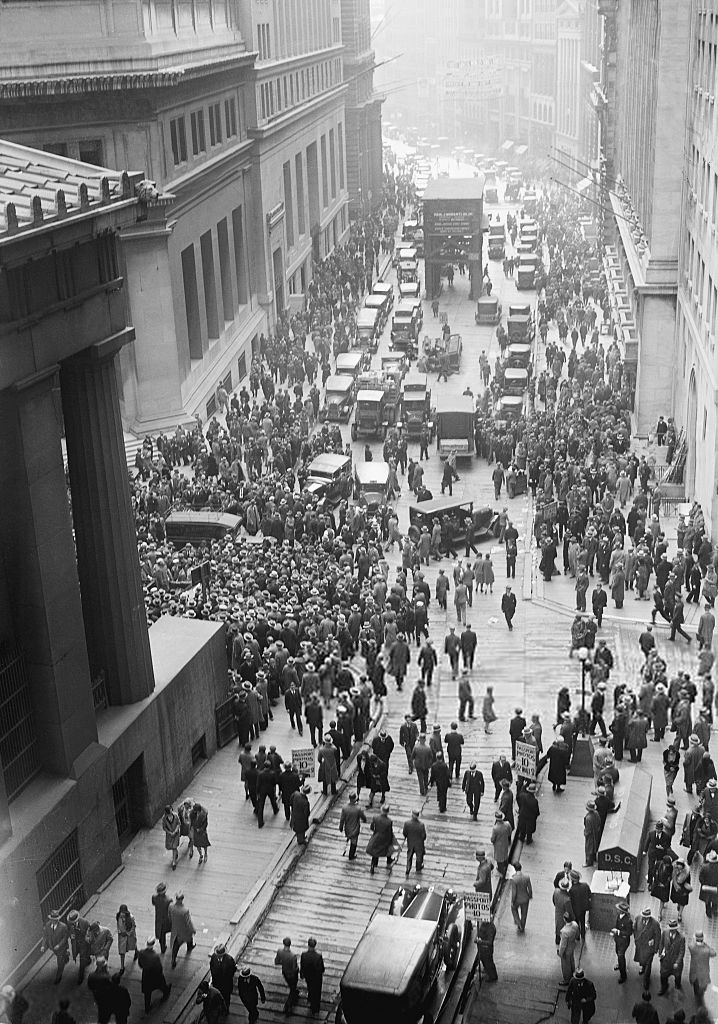
Il crollo di Wall Street del 1929 ebbe ampie ripercussioni in Europa e sulle banche svizzere

Dopo la Grande Guerra, Émile Odier (socio dal 1890), Albert Lombard (socio dal 1908), il cugino di primo grado di Albert, Jean Lombard (socio dal 1913) e il figlio di Émile, Edmond Odier (socio dal 1919) assunsero la gestione della banca. Nel 1921 la Lombard, Odier & Cie assunse la proprietà della banca Lenoir, Julliard & Cie, creata nel 1795. Nel 1929 e all’inizio degli anni ’30, il settore finanziario svizzero fu colpito dal crollo di Wall Street del 1929 e dalla Grande depressione, che interessò tutta l’Europa. Diverse banche svizzere ricapitalizzarono o dovettero chiudere, come la Banque de Genève (1931) e il Comptoir d’Escompte de Genève (1934). Colpita dalla sua esposizione ai mercati americani, ma volendo dimostrare di resistere alle difficoltà, la Lombard, Odier & Cie modificò il suo statuto nel 1933 per diventare una società in nome collettivo, che avrebbe mantenuto responsabile il gruppo di soci accomandatari, con il proprio patrimonio personale, in caso di fallimento. Tuttavia, la banca evitò questa situazione e assorbì Hentsch, Forget & Cie nel 1934. Nel 1937, con la morte di Edmond Odier, sua moglie Francine Odier-Dunant divenne socia non esecutiva dell’azienda; in questo modo rimasero invariate ragione sociale e status. Detenne questa posizione fino a quando suo figlio Marcel Odier le succedette nel 1948.
Allo scoppio della seconda guerra mondiale nel 1939, la banca Lombard, Odier & Cie aveva 75 collaboratori, 38 dei quali arruolati dall’esercito svizzero. Nel 1940 Georges Lombard divenne socio, ma fu anche arruolato. Nel 1941 la banca assunse la proprietà di SAGED, che portò con sé Richard Pictet, Jean E. Bonna (dietro suo nipote Frédéric Bonna), André Aubert e Raymond Barbey come soci della banca Lombard, Odier & Cie. Come nella precedente guerra mondiale, la banca riuscì a sopravvivere in questo periodo grazie alla neutralità del paese, che fece sì che alle banche svizzere fosse affidato il ruolo di rifugio per i capitali stranieri e nazionali.
Dopo la seconda guerra mondiale, Marcel Odier, gli archivi della banca stimano che nel 1950 il patrimonio dei clienti privati avesse raggiunto quasi un miliardo di franchi svizzeri e provenisse per lo più da Svizzera, Francia e Belgio. Sotto la direzione di Marcel Odier la banca si internazionalizzò, aprendo la sua prima filiale a Montréal nel 1951, e stabilendo il suo primo finanziamento per investimenti in immobili canadesi destinati alla sua clientela privata. Nel 1957 Thierry Barbey divenne socio della banca e nel 1961 il suo cugino Yves Oltramare raggiunse lo stesso status. Crearono poi una filiale di analisi finanziaria in banca e guidarono Lombard, Odier & Cie verso una nuova avventura nella gestione di fondi di investimento, rivolta a una clientela di investitori istituzionali che aveva appena iniziato ad emergere (enti pensionistici e compagnie assicurative, fra gli altri). Così facendo, Lombard, Odier & Cie iniziò a introdurre regolarmente fondi su cui gli investitori istituzionali potevano investire denaro da gestire. Con l’arrivo di Jean-François Chaponnière, di Alain Patry e Fernand Oltramare come partner nel 1964, poi di Laurent Dominici e Pierre Keller nel 1970, la banca continuò a sviluppare la sua base di clienti istituzionali internazionali e aprì divisioni in America, Europa, Medio Oriente e Asia. Nel 1983, Lombard, Odier & Cie ha introdotto un fondo denominato “SCI/TECH” rivolto alla clientela istituzionale, in collaborazione con Merrill Lynch Asset Management e Nomura Capital Management. Il fondo raccolse 835 milioni di dollari dopo il suo lancio, il che lo rese il più grande fundraiser nella storia del finanziamento degli investimenti di allora. Alla fine degli anni ’90, Lombard, Odier & Cie aveva circa 800 dipendenti, 600 dei quali a Ginevra e 200 in uffici all’estero. L’azienda si è fusa con Darier, Hentsch & Cie nel 2002.

### Darier, Hentsch & Cie

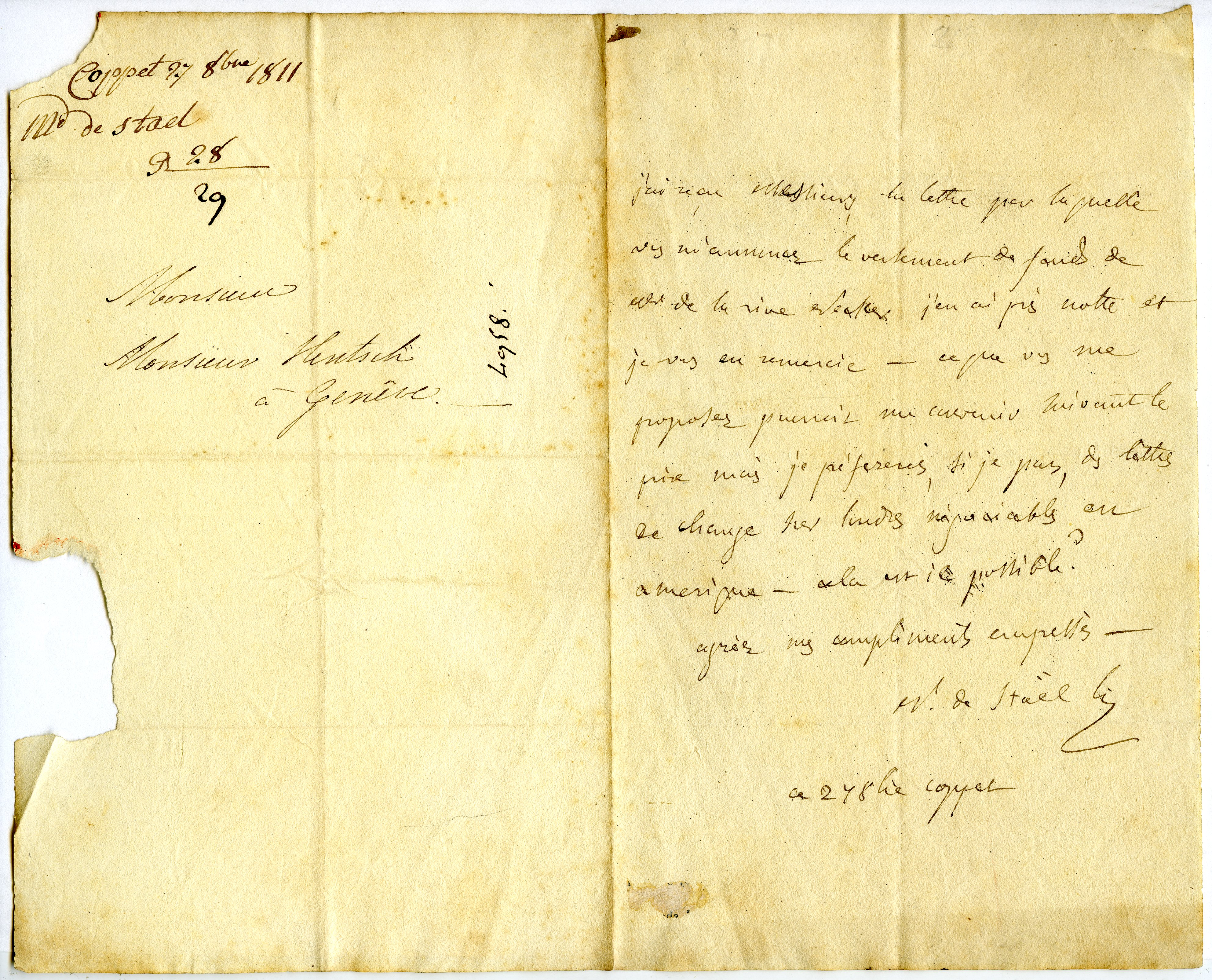
Lettera di Madame de Staël a Henri Hentsch (1811)

Henri Hentsch si dedicò al finanziamento dell’impero francese a partire dal 1800. La banca Henri Hentsch & Cie organizzò in particolare il trasferimento di fondi verso l’Italia, dove l’Impero si stava espandendo. Grazie alle sue attività, Henri Hentsch aveva sviluppato buoni rapporti con l’alta borghesia francese. Nel 1812 fonda a Parigi la banca Henri Hentsch, Blanc & Cie, per poi stabilirsi l’anno successivo nella capitale francese, delegando la gestione della banca ginevrina ai tre figli. Nel 1826 fondò una seconda banca parigina, Hentsch, Lecointe, Desarts & Cie. Dopo la sua morte, avvenuta il 14 agosto 1835, i figli divennero formalmente soci della banca Hentsch & Cie di Ginevra, ma non assunsero la direzione delle imprese che il padre aveva fondato a Parigi. Nel 1854 uno dei nipoti di Henri Hentsch, Jean-Alexis Henri Hentsch (36 anni) decise di partire alla scoperta degli Stati Uniti occidentali, dopo dodici anni come capo della banca di famiglia a Ginevra. La gestione della banca fu quindi affidata al fratello. Dopo una lunga avventura, Jean-Alexis Henri Hentsch si stabilì a San Francisco, al tempo della corsa all’oro. Lì aprì una banca, che ha chiamò Hentsch & Cie. L’attività fu un successo. Nominato console onorario della Svizzera a San Francisco nel 1859, tornò poi a Ginevra nel 1873, dove fondò la Swiss American Bank, che sarebbe poi diventata la società madre della banca Hentsch & Cie a San Francisco, senza alcun legame con l’attuale gruppo Lombard Odier.

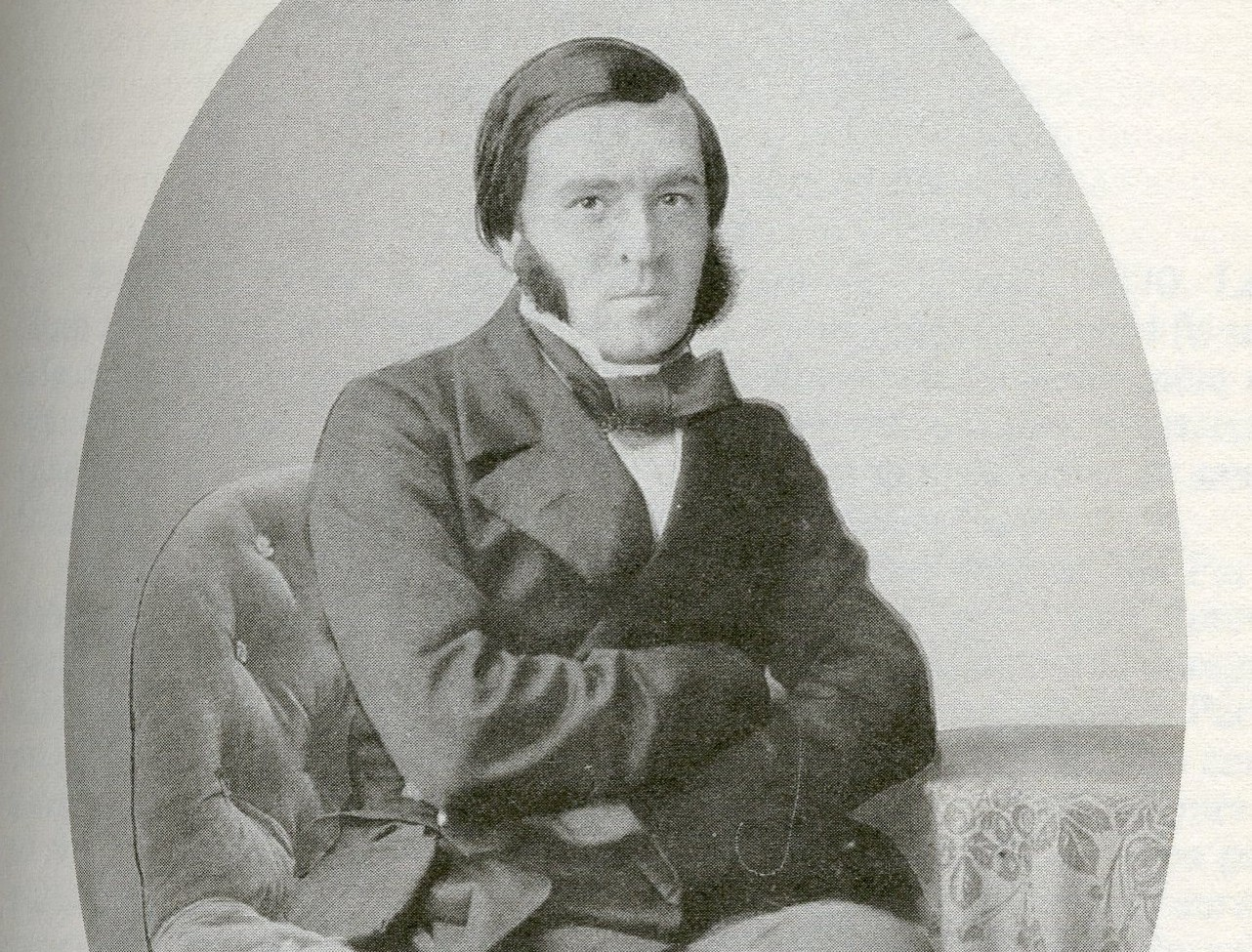
Édouard Hentsch (1829-1892)

Nel 1854, Édouard Hentsch (nipote di Henri Hentsch) riprese la gestione della banca Mathieu, Hentsch & Cie a Parigi. Ha avuto una carriera di alto livello nella finanza, diventando poi presidente della banca Comptoir national d’escompte de Paris, e poi della Banque de l’Indochine, prima di fondare la banca delle ferrovie svizzere, la Banque des Chemins de fer suisses.  Morì in bancarotta a causa del crollo del commercio del rame nel 1889, che portò la banca Comptoir national d’escompte de Paris a lottare con rimborsi sempre più elevati sul suo patrimonio personale. Lontano da questa agitazione, la banca Hentsch & Cie ha continuato la sua attività a Ginevra e l’attività è stata tramandata in famiglia per diverse generazioni. Negli anni ’50, la banca Hentsch & Cie divenne pioniere nella distribuzione di fondi d’investimento in Svizzera, sotto la direzione di Léonard Hentsch.
Nel 1837 Jean-François Chaponnière fondò a Ginevra la banca Chaponnière & Cie, che poi divenne la banca Darier, Chaponnière & Cie nel 1876, durante il periodo in cui Jules Darier-Rey divenne socio. Questa divenne poi Darier & Cie nel 1880. La banca si specializzava in attività commerciali e nel settore dei trasporti. Prima di diventare socio della banca, nel 1872 Jules Darier-Rey fondò a Ginevra, con James Odier, la prima compagnia di assicurazioni sulla vita, La Genevoise. Come per la banca Hentsch & Cie, Darier & Cie è stata tramandata attraverso la famiglia per diverse generazioni. Uno dei primi progetti di fusione tra Hentsch & Cie e Darier & Cie fu studiato nel 1971 dalla banca Hentsch, ma non ebbe successo. La fusione avvenne infine il 1º gennaio 1991, producendo la banca Darier, Hentsch & Cie. Il giornale Le Temps ha affermato che “coloro che conoscevano bene il progetto ne parlavano più come un assorbimento di Hentsch da parte di Darier che di una fusione tra pari”.

### Collaborazioni storiche, 1840-1933

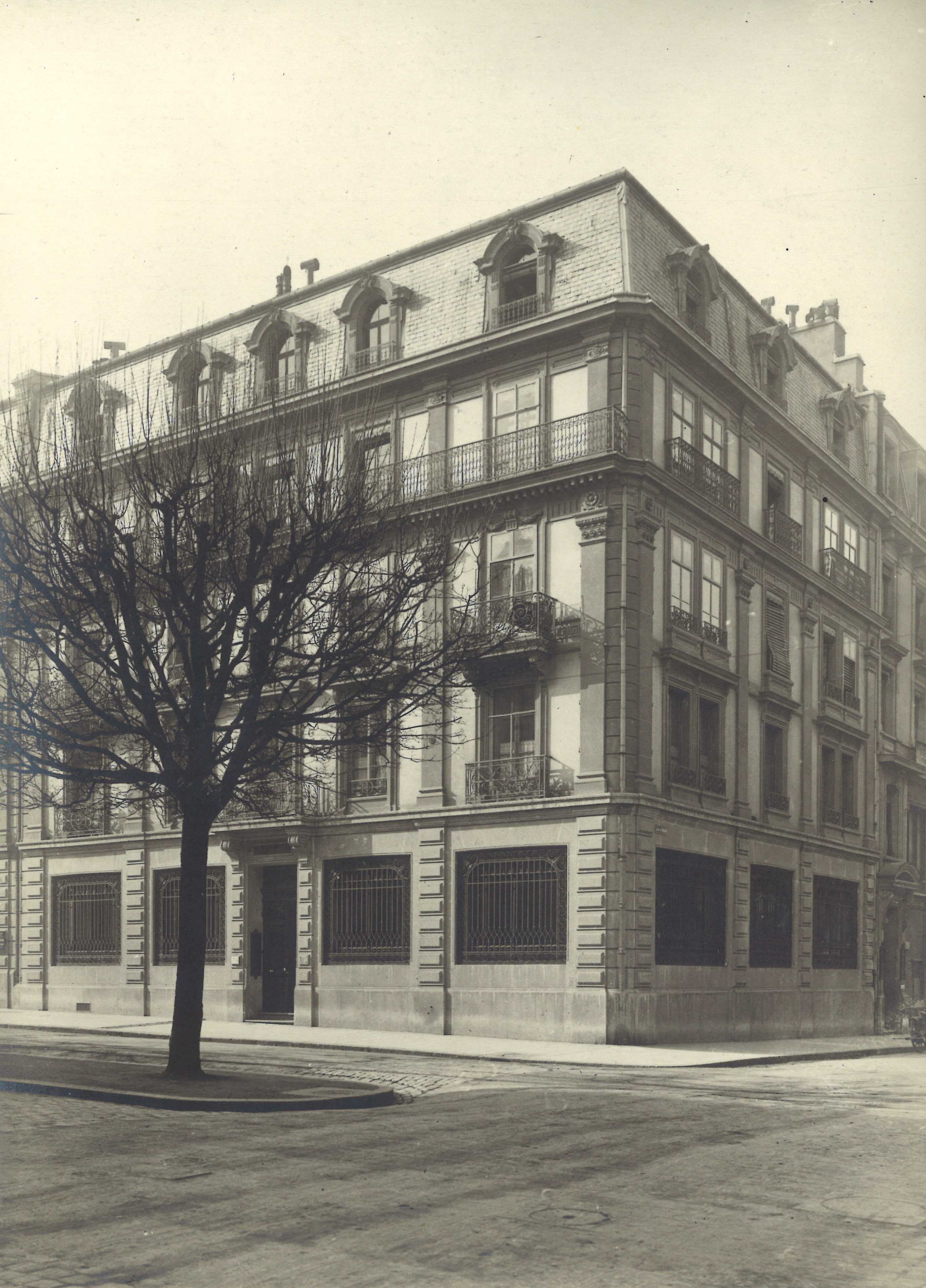
Lombard Odier nel 1918

Per tutta la loro esistenza indipendente, le banche Lombard, Odier & Cie, Hentsch & Cie e Darier & Cie hanno collaborato più volte. Nel 1840, in un’epoca in cui la Rivoluzione Industriale aveva bisogno di grandi finanziamenti, ma non poteva essere assicurata da un'unica società finanziaria, le banche Lombard, Odier & Cie, Hentsch & Cie, Candolle Τurrettini & Cie e Louis Pictet & Cie si associarono per formare il “Quatuor”, che investiva in particolare nelle ferrovie europee, nelle miniere della Loira francese e persino nei prestiti piemontesi. Nel 1872, Quatuor si fuse con Omnium, un'altra associazione bancaria privata di Ginevra fondata nel 1849, che raggruppava Paccard, Ador & Cie, P.F. Bonna & Cie, così come Ph. Roget & Fils. Insieme, queste imprese hanno collaborato con la nuova Banque de Paris et des Pays-Bas per creare l’Associazione finanziaria di Ginevra, con l’obiettivo di raccogliere capitali sufficienti per svolgere operazioni finanziarie in Svizzera e all’estero. In seguito a ciò, nel 1890, a seguito della fusione tra l’Associazione finanziaria di Ginevra e la banca ferroviaria La Banque Nouvelle des Chemins de Fer, fu creata l’Unione finanziaria di Ginevra. L’Unione finanziaria, con un capitale iniziale di 12 milioni di franchi svizzeri, consolidò 12 banche private tra cui Hentsch & Cie, Lombard, Odier & Cie e Darier & Cie. Svolse anche un ruolo importante nel mondo della finanza ginevrina dal 1890 al 1933, finanziando grandi progetti infrastrutturali in Europa e negli Stati Uniti.
Secondo il libro Les grandes heures des banquiers suisses (Il periodo migliore dei banchieri svizzeri), pubblicato nel 1986, questa collaborazione tra banche private ginevrine sarebbe al centro della loro sostenibilità. Il libro commenta che “il gruppo delle banche private ginevrine ha resistito meglio di altre città svizzere alla malizia del tempo. In effetti, queste aziende sapevano di unirsi al momento giusto, per partecipare con fervore (attraverso l’Unione Finanziaria) alle operazioni di emissione e concessione di prestiti in Svizzera e all’estero. Inoltre, ha permesso loro di creare e dare impulso ad una serie di società di investimento (holding, fondi di investimento, ecc.), i cui titoli hanno dato una spinta di lungo termine al mercato azionario ginevrino”.

### 2002 - Oggi
Nel 2002 la banca Lombard, Odier & Cie si è fusa con Darier, Hentsch & Cie, dando vita alla partnership Lombard, Odier, Darier, Hentsch & Cie. La partnership ha permesso la costituzione di una delle più importanti banche private in Svizzera, con 20 filiali all’estero, 2.000 dipendenti e 90 miliardi di euro di patrimoni amministrati. La fusione è stata accompagnata da un piano di riduzione dei costi e dell’organico, il tutto in un momento difficile reso ancora più ostico dal crollo del mercato azionario, a seguito dell’esplosione della bolla dot-com.
Nel 2006 la banca Lombard, Odier, Darier, Hentsch & Cie è entrata a far parte dell’Henokiens, un’associazione che riunisce imprese familiari con oltre 200 anni di storia. I discendenti delle quattro famiglie storiche, Thierry Lombard, Patrick Odier, Pierre Darier e Christophe Hentsch, sono stati inclusi nei soci della banca fino all’uscita di Pierre Darier nel 2010. Qualche tempo dopo, l’azienda ha semplificato la propria ragione sociale ed è diventata la Compagnie Lombard, Odier & Cie. Tuttavia, l’azienda ha continuato a riportare i nomi dei quattro soci iniziali sul suo logo ufficiale.
L’azienda ha modificato la propria struttura giuridica dal 1º gennaio 2014, diventando una società a responsabilità limitata per azioni, abbandonando lo status di società di persone, che rendeva i soci responsabili del proprio patrimonio personale senza limitazioni. Questo cambiamento di status ha comportato anche l’obbligo per la banca di pubblicare i conti semestrali e annuali.Le banche Pictet, Mirabaud e Gonet hanno adottato simultaneamente o poco dopo lo stesso status, rispondendo alle esigenze di trasparenza, alle richieste normative e alla necessità di limitare i rischi, a seguito della chiusura della banca privata Wegelin & Co nell’ambito di una controversia con il Dipartimento di giustizia degli Stati Uniti. Dopo aver perso il suo status di società di persone, il gruppo Lombard Odier si è considerato obbligato a lasciare l’Associazione svizzera dei banchieri (ASB), che imponeva ai suoi membri di detenere questo status.
Il 31 dicembre 2014 Thierry Lombard è andato in pensione. Successivamente, nell’aprile 2016, suo figlio Alexis Lombard ha lasciato l’azienda per entrare nella banca Landolt & Cie di Losanna, dove è entrato a far parte del consiglio di amministrazione. Il gruppo Lombard Odier, che non era più una società di persone, riuscì comunque a mantenere il proprio nome nonostante l’abbandono della famiglia Lombard. Il 31 dicembre 2016, Anne-Marie de Weck è andata in pensione, dopo essere stata nominata direttore associato della banca nel 2002. Annika Falkengren, ex Amministratore Esecutivo di Skandinaviska Enskilda Banken (SEB), le successe qualche mese dopo, ed entrò come partner dello studio nel luglio 2017 alla fine del 2023. Parallelamente, il gruppo Lombard Odier annunciò l’arrivo di Denis Pittet, poi Alexandre Meyer come gestori associati. 
Al 1º gennaio 2024 il gruppo contava 6 dirigenti associati: Hubert Keller, Frédéric Rochat, Denis Pittet,  Alexandre Zeller, Jean-Pascal Porcherot e Alexandre Meyer.

## Operazioni

### Wealth Management
L’attività storica del gruppo Lombard Odier è il wealth management per una clientela privata (operazione di private banking). Questa operazione riguarda in particolare la fornitura di consulenza in materia di gestione patrimoniale, consulenza in materia di investimenti finanziari, consulenza fiscale e pianificazione successoria. Le operazioni di wealth management sono in gran parte controllate a Ginevra, presso la banca Lombard, Odier & Cie SA, come una delle società detenute dalla holding del gruppo Lombard Odier. Secondo i dati dell’esercizio 2023, le operazioni di private banking hanno rappresentato 193 miliardi di franchi svizzeri in attività in essere della loro clientela svizzera e internazionale.

### Gestione patrimoniale
Lombard Odier è altrettanto presente nel settore della gestione patrimoniale; ha diverse filiali, tra le quali spicca la società di gestione Lombard Odier Asset Management (Europe) Limited, con sede a Londra. La società si avvale del marchio Lombard Odier Investment Managers (Lombard Odier IM), con cui il gruppo è conosciuto a livello internazionale nell’ambito della gestione patrimoniale. L’operazione consiste principalmente nella gestione di fondi di investimento in azioni e obbligazioni, cui si aggiungono gli investimenti degli hedge fund. Questi fondi sono accessibili anche ai clienti della banca privata Lombard, Odier & Cie SA, nonché a una clientela internazionale di investitori istituzionali e consulenti finanziari esterni al gruppo Lombard Odier. L’azienda è particolarmente attiva nel campo degli investimenti socialmente responsabili, in particolare nel proporre una serie di investimenti di capitale di impatto. Dal 2015, la società di gestione Lombard Odier IM è altrettanto attiva nel settore dell’ETF (exchange-traded funds), in seguito alla partnership con ETF Securities. I primi ETF di Lombard Odier sono stati lanciati nell’aprile 2015 per replicare i risultati degli indici del mercato obbligazionario (titoli di Stato, obbligazioni di imprese e titoli di Stato dei paesi in via di sviluppo). Nel 2018 Lombard Odier IM è stata una delle prime società di gestione a superare un processo di adeguamento gestito da una blockchain privata per l’acquisto di titoli sul mercato obbligazionario. Nel 2022 la banca ha gestito 63 miliardi di franchi svizzeri nelle proprie filiali di gestione patrimoniale, che rappresentano circa il 20% del totale delle attività in essere gestite dal gruppo Lombard Odier.

### Servizi IT bancari
Dal 2014 il gruppo Lombard Odier offre servizi informatici di back e middle office ad altre società bancarie, attraverso uno strumento denominato “G2”. In particolare, questo strumento ha permesso agli utenti di gestire la propria clientela e di acquistare e vendere titoli sul mercato. Inizialmente offerto a sei istituzioni esterne, “G2” si è rivolto a un'altra dozzina di banche come clienti. L’attività bancaria informatica è stata sperimentata nel 2016 in una società interamente separata, di proprietà della holding del gruppo Lombard Odier. La banca Lombard, Odier & Cie SA è essa stessa cliente dell’organizzazione, così come le società esterne che è in grado di equipaggiare. Nel 2022 questa filiale del gruppo Lombard Odier ha gestito 58 miliardi di franchi svizzeri da clienti terzi, pari a circa il 20% del totale dei saldi in essere gestiti dal gruppo Lombard Odier.

### Filantropia
L’impegno dell’azienda in operazioni filantropiche e umanitarie è apparso molto presto nella storia della banca Lombard, Odier & Cie. Alexandre Lombard ha partecipato al comitato di sostegno a suo tempo, con l’obiettivo di raccogliere fondi per aiutare i feriti della seconda guerra d’indipendenza italiana. Ciò rispondeva all’appello di Henry Dunant, un’iniziativa che avrebbe portato alla fondazione della Croce Rossa nel 1863. Suo figlio, Alexis Lombard, fu membro del comitato amministrativo dell’Ospizio generale di Ginevra per 38 anni, assumendo la presidenza dell’istituzione 11 volte tra il 1876 e il 1900. Nel 1910 e nel 1918, le banche Lombard, Odier & Cie e Hentsch & Cie furono entrambe tra le prime aziende svizzere a garantire ai propri dipendenti un piano pensionistico attraverso le casse pensioni, che sarebbero state assorbite dalla previdenza sociale svizzera nel 1947, quando questa era stata appena costituita.
Il gruppo Lombard Odier è ugualmente attivo nel campo della filantropia moderna. Ha due diverse fondazioni: la Lombard Odier Foundation, fondazione d’impresa finanziata con le donazioni del gruppo Lombard Odier, e la Philanthropia Foundation, destinata alle donazioni di clienti privati.
La Lombard Odier Foundation distribuisce tra 1 e 1,5 milioni di franchi svizzeri all’anno per sostenere principalmente progetti nei settori dell’istruzione e delle opere umanitarie. Fin dall’inizio, la fondazione ha sostenuto anche lo sviluppo di campagne Kick, dove l’obiettivo è quello di sostenere le imprese giovani e innovative, offrendo capitale proprio al momento dell’avviamento. La fondazione è presieduta da Patrick Odier dal 2016.
La Philanthropia Foundation, creata nel 2008, permette ai clienti della banca di effettuare donazioni per opere filantropiche in 5 aree principali: umanitarie e sociali, istruzione e formazione, ricerca medica e scientifica, ambiente e sviluppo sostenibile, arte e cultura. In occasione del suo decimo anniversario nel 2018, la fondazione ha annunciato di aver ricevuto donazioni di 116 milioni di franchi svizzeri dall’inizio e di aver donato a circa 100 organizzazioni 59 milioni di franchi svizzeri, di cui 15 milioni sono andati a organizzazioni per la ricerca e la prevenzione del cancro. La Philanthropia Foundation è presieduta da Denis Pittet dal 2016.

## Filiali e presenza internazionale

### Svizzera
La sede centrale del gruppo Lombard Odier si trova a Ginevra fin dall’inizio della banca nel 1796. L’ubicazione della sede si è tuttavia spostata nel corso dei secoli. Nel 1827, la banca Hentsch & Cie si trasferì in rue de la Corraterie nell’edificio Maison Gallatin, costruito nel 1708. Si tratta della più antica sede del gruppo Lombard Odier a Ginevra. Qualche decennio dopo, nel 1858, anche Lombard, Odier & Cie si trasferì in rue de la Corraterie, precisamente al numero 11. Tra il 1921 e il 1924 gli edifici delle banche Hentsch & Cie e Lombard, Odier & Cie situati in rue de la Corraterie furono entrambi ricostruiti per consentire la costruzione di ulteriori piani. Nel 1957 Lombard, Odier & Cie acquistò l’edificio adiacente al numero 9 di rue de la Corraterie. Prima che questo spazio fosse utilizzato dal personale della banca, fu interamente ricostruito secondo i progetti dell’architetto Antoine de Saussure. Nel 1990 tutti i servizi amministrativi per Lombard, Odier & Cie sono stati riuniti in un immobile situato a Lancy. Per il 2024, Lombard Odier progetta di costruire una nuova sede centrale a Bellevue, nel Cantone di Ginevra. L’edificio è stato progettato dallo studio di architettura Herzog & de Meuron. L’edificio avrà la capacità di accogliere 2.600 dipendenti, in modo da riunire tutto il personale della banca, che finora è stato distribuito in cinque sedi diverse a Ginevra. Una parte dell’edificio originale, la Maison Gallatin in rue de la Corraterie, sarà conservata, ristrutturata e dedicata all’organizzazione di eventi.
Il gruppo Lombard Odier dispone inoltre di diverse filiali e rappresentanze in tutta la Svizzera. La banca è presente in particolare a Losanna dal 1882, a Vevey e Zurigo dal 1989 e a Friburgo dal 2008.

### Europa
Il gruppo Lombard Odier possiede diverse consociate europee che sono state riunite in un'unica filiale aperta in Lussemburgo nel 2011. Il gruppo di consociate di Lombard Odier in Europa è stato quindi considerato nel piano giuridico e finanziario come succursali della sua banca lussemburghese.
Per quanto riguarda il Regno Unito, il gruppo Lombard Odier ha una filiale londinese dal 1973, oggi nota per essere a capo delle attività di gestione patrimoniale del gruppo. La filiale di Londra era storicamente dedicata alle operazioni di gestione istituzionale per Lombard, Odier & Cie, ed era quindi titolare della ragione sociale Lombard, Odier International Portfolio Management Ltd (LOIPM). Questa società ha gestito in particolare i portafogli di investitori istituzionali negli Stati Uniti e in Medio Oriente[86]. Sempre sotto la giurisdizione britannica, il gruppo è presente anche a Gibilterra dal 1987. In tale data, Lombard, Odier & Cie ha acquistato la Gibraltar Private Bank.
In Francia, Lombard Odier è presente a Parigi dal 2001, con l’apertura dell’edificio Lombard Odier Gestion, divenuto LODH Gestion l’anno successivo, con la fusione di Lombard, Odier & Cie con Darier, Hentsch & Cie. L’obiettivo della filiale era quello di espandersi in una clientela istituzionale francese e di promuovere la distribuzione di fondi di investimento a marchio Lombard Odier. Nel 2004 la filiale francese ha ottenuto un mandato di gestione del Fondo di riserva pensioni (FRR), per poi collaborare con ADI per lanciare in Francia la società GéA, specializzata in hedge fund. La partnership si è conclusa nell’ottobre 2008 e Lombard Odier ha lanciato un proprio ufficio specializzato in hedge fund, integrando i propri uffici specializzati in investimenti obbligazionari, asset allocation e investimenti socialmente responsabili.
Il gruppo Lombard Odier è presente in Europa, in particolare a Bruxelles dal 2004, Madrid e Francoforte dal 2007, Mosca dal 2008 e Milano dal 2016. Il gruppo Lombard Odier possedeva anche una filiale in Olanda, che nel 2018 è stata ceduta al gruppo KBL.

### America
Il gruppo Lombard Odier è presente in Nord America dal 1951, quando Lombard, Odier & Cie ha aperto la sua prima filiale internazionale all’estero, a Montréal (Canada). Questa filiale, inizialmente creata con il nome di Secfin Company Ltd, ora porta il nome di Lombard Odier Securities (Canada) Inc.. Il gruppo è presente negli Stati Uniti dal 1972, quando Lombard, Odier & Cie lanciò una consociata denominata Lombard, Odier Inc. [38], che ora è diventata Lombard Odier Asset Management (USA) Corp. Al momento del lancio, l’unico obiettivo di Lombard, Odier Inc. era quello di trasmettere informazioni dalla parte americana a Ginevra. Il gruppo Lombard Odier è presente anche a Nassau (Bahamas) dal 1973 e alle Bermuda dal 1976. Per quanto riguarda il Sud America, il gruppo è presente a Panama dal 2013 e a Montevideo dal 2017.

### Asia, Medio Oriente e Africa
In Asia Lombard Odier è attivo a Hong Kong dal 1987, Tokyo dal 1992 e Singapore dal 2017. Il gruppo ha anche un accordo di cooperazione con Industrial Bank in Cina dal 2014. Infine, il gruppo ha uffici a Dubai dal 2006, così come Tel Aviv e Johannesburg dal 2017.

## Procedimenti giudiziari
Nel dicembre 2013 Lombard Odier si è iscritto al programma volontario per le trattative aperte del Dipartimento di giustizia degli Stati Uniti, per regolarizzare i casi di non conformità fiscale dei contribuenti americani all’interno della propria clientela. Il 31 dicembre 2015 la banca Lombard Odier ha annunciato di aver raggiunto un accordo con il sistema giudiziario statunitense, che consisteva in un pagamento di 99,8 milioni di dollari per risolvere le controversie legate ai mancati adempimenti fiscali.
Nel dicembre 2016 il Pubblico Ministero svizzero della Confederazione ha avviato un’inchiesta penale sulle attività della banca privata Lombard, Odier & Cie per sospetto riciclaggio di denaro nell’ambito sociale di Gulnora Karimova, figlia dell’ex-presidente Ouzbek. È stato affermato che la banca non avrebbe adottato “tutte le misure organizzative ragionevoli e necessarie”, come richiesto dal codice penale svizzero. Tuttavia, la banca dichiara di aver comunicato i fatti alle autorità.

## Riferimenti culturali
Nel 1865 Jules Verne citò la banca Lombard, Odier & Cie nel suo romanzo Dalla Terra alla Luna (De la Terre à la Lune). Nel romanzo la banca contribuiva a finanziare la spedizione scientifica. Jules Verne spiegò che la Svizzera era solo un simbolo per il finanziamento, citando: “La sottoscrizione fu aperta nelle principali città dell’Unione per centralizzarsi presso la banca Baltimore, al numero 9 di Baltimore street. Poi fu aperta una sottoscrizione in diversi Stati dei due continenti: [...] a Berlino, presso Mendelssohn, a Ginevra, presso Lombard, Odier & Cie, a Costantinopoli, presso la Banca Ottomana, [...]”.